# Йоахім Пірш
Йоахім Пірш (нім. Joachim Pirsch, 26 жовтня 1914 — 25 серпня 1988) — німецький академічний веслувальник.
Срібний призер Олімпійських Ігор 1936 року в складі парної двійки.
Чемпіон Європи 1937 року в складі парної двійки.